# 赵梦桃
赵梦桃（1935年—1963年），女，河南洛阳人，中国纺织工人，全国先进生产者、劳动模范。